# مرز سه‌گانه (فیلم)
مرز سه‌گانه (انگلیسی: Triple Frontier) یک فیلم در سبک اکشن به کارگردانی جی. سی. چاندور است که از سوی Netflix در ۶ مارس ۲۰۱۹ منتشر شد. از بازیگران آن می‌توان به بن افلک و پدرو پاسکال اشاره کرد.
نام این فیلم که برگرفته از مرز سه‌گانه‎ میان سه کشور برزیل، آرژانتین و پاراگوئه است، داستان پنج دوست قدیمی و کهنه سرباز را روایت می‌کند که برای یک سرقت بزرگ به آمریکای جنوبی می‎روند. اما هنگامی که عملیات طبق نقشه پیش نمی‎رود، آنها باید برای نجات جان خود تلاش کنند.
این فیلم در تاریخ مارس ۲۰۱۹ توسط نتفلیکس اکران شد.